# Stadio Francesco Baracca
Lo stadio Francesco Baracca è un impianto sportivo della città italiana di Venezia, ubicato in località Mestre.
Iscritto catastalmente nel 1893 e poi 1896 come ippodromo (al tempo la destinazione calcistica non esisteva), fu inaugurato all'uso calcistico nel 1919: storicamente ospita gli incontri interni del Mestre. È la più antica area destinata al calcio in italia (1893).
Ha ospitato inoltre per quattro stagioni il Venezia-Mestre, alcune partite del club femminile Venezia 1984 ed eventi non sportivi quali concerti e spettacoli.

## Storia

### Dalla costruzione al secondo conflitto mondiale
La storia dello stadio ebbe inizio nel 1893, allorché la parrocchia dei Santi Gervasio e Protasio di Carpenedo (tramite la propria società 300 Campi) mise a disposizione un terreno di circa 15.000 m² (3 campi, pari alla centesima parte del nome), ubicato circa a metà strada tra viale Garibaldi e via Ca' Rossa, destinandolo alla pratica calcistica amatoriale degli ufficiali e marinai inglesi di stanza nella laguna veneziana (che perlopiù dimoravano a Mestre) e degli atleti della S.G. Marziale di Mestre.
Le prime misurazioni per delimitare il campo da gioco vennero condotte proprio con l'ausilio un ufficiale inglese, che per un malinteso le eseguì secondo le unità anglosassoni in luogo del sistema metrico decimale: la lunghezza del lato minore del rettangolo erboso, in luogo dei 100 metri pianificati, fu così stabilita in 100 iarde (91,5 metri), mentre quello maggiore passò dai 150 metri del progetto a 165.
La temperie italiana a soli vent'anni dalla breccia di Porta Pia rendeva però difficilmente proponibile che un'amministrazione ecclesiastica potesse cedere un bene a un'entità del giovane stato italiano: nel 1893 l'area fu pertanto ceduta alla locale famiglia Zajotti, che nel 1896 la girò alla Società Veneta di Sport .
Le normative del tempo tuttavia non prevedevano che un terreno potesse avere destinazione d'uso a campo di calcio: si decise pertanto di accatastare l'area come ippodromo. A tale formalità non corrispose però mai un uso dell'area come pista per corse equine: la scelta fu dettata da mera praticità, giacché sulle aree designate "a ippodromo" le leggi del tempo permettevano lo svolgimento di qualsiasi manifestazione sportiva o circense, nonché ne consentivano l'accesso anche alle signore e stabilivano una tassazione fissa al 25% sul prezzo del biglietto d'ingresso (qualora previsto).
La prima partita di calcio che si doveva giocare al Baracca era sin dal 1892-93 Marziale Mestre - Società Udinese di Ginnastica e Scherma, e nell'attesa della convocazione della partita (da parte della  Reyer Venezia che si era autoproclamata gestore dei giochi per il Veneto) in tale stadio furono giocati 3 campionati interni mestrini segreti (per nascondere la commistione Stato-Chiesa che al tempo avrebbe fatto clamore) a 4 od 8 squadre, con partite di andata/ritorno negli anni 1892-93, 1893-94 e 1894-95 per selezionare appunto i giocatori per le due compagini che si sarebbero scontrate coi nomi di Marziale e Società Udinese di Ginnastica e scherma. Nel 1896 la Reyer trasferì il torneo a Treviso, la Marziale fornì tutti i giocatori per la squadra denominata "Vittorio Veneto" e la Marziale giocò appunto la partita col Vittorio e la partita con l'Udinese, ma poi nel Registro al posto della Marziale Mestre apparve scritto il nome del Pio Istituto Turazza di Treviso.
Tuttavia, complici le vicissitudini societarie della Palestra Marziale (successivamente dal 1909 Mestre Foot-Ball Club) e lo scoppio della prima guerra mondiale, il campo iniziò a ospitare competizioni calcistiche ufficiali solo nel settembre 1919, allorché vi si stabilì l'A.C. Mestre (nuova denominazione del Mestre FBC, affiliatosi nel dicembre alla Federazione Italiana Giuoco Calcio). La partita inaugurale, giocata il 14 settembre, fu un'amichevole tra A.C. Mestre e Giudecca, terminata in pareggio e successivamente del 21 settembre (amichevole A.C. Mestre-Ardor Venezia 3-2, con notevole partecipazione di pubblico). Vi fu poi il torneo a 12 squadre "Coppa Luigi Beccari" (in onore dell'atleta mestrino deceduto nella prima guerra mondiale), la cui tripla finale, articolatasi negli incontri Spes Mestre-Ardor (risultato ignoto), AC Mestre-Ardor (1-0) e AC Mestre-Spes (2-0), "sorrise" all'AC Mestre, che si aggiudicò il trofeo.
Il 1919 è dunque considerato formalmente il "vero" anno di apertura dello stadio di Mestre. Col progetto del 12 ottobre 1923 (inaugurazione 14 giugno 1925) fu adattato ad uso polisportivo (con prevalenza del calcio) e dotato di strutture stabili e dedicate allo scopo.

Una partita allo stadio Francesco Baracca nel 1931; sullo sfondo, a sinistra, si nota il campanile della chiesa di Carpenedo.

Nel biennio 1919-20 l'Associazione Calcio Mestre (nuova denominazione del Mestre FBC) si piazzò 7° (e ultimo) nel campionato di Promozione, all'epoca il secondo livello della piramide calcistica nazionale. Non essendo previste retrocessioni, il club mantenne la categoria, complice anche l'ottemperanza dello stadio ai requisiti strutturali imposti dal campionato: l'impianto disponeva infatti di un terreno di gioco di grandi dimensioni (metri 120 x 60, il più grande  e lungo del Triveneto) ed era completamente recintato (dettaglio che permetteva di regolare e controllare l'accesso del pubblico).
Nella stagione successiva l'AC Mestre sfiorò l'accesso in Prima Categoria, vincendo dapprima il girone A (con 13 punti su 16 disponibili) e poi vincendo la fase finale a pari merito con la Legnaghese (che tuttavia ebbe accesso alla massima lega vincendo per 1-0 lo spareggio disputato il 12 giugno a Vicenza).
In data 13 ottobre 1923 la Società Anonima Pro Mestre presentò all'ufficio protocollo del comune mestrino un progetto per la costruzione di un "campo polisportivo in adiacenza del viale Garibaldi, ex ippodromo", a firma dell'ingegnere Antonio Gardin; nella stessa mattinata il progetto ricevette il nulla osta dagli uffici comunali dei lavori pubblici e d'igiene, per poi essere controfirmato dal sindaco il 17 ottobre successivo.
Il progetto copriva un'area rettangolare di 165x91,5 metri e prevedeva la costruzione di un campo di gioco erboso misurante 110x60 metri, circondato da una pista ciclistica ovale lunga 380,9 metri (con due rettilinei da 100 e 86 metri, curve da 33,25 metri di raggio e una rampa di collegamento con l'esterno sul lato di via Oberdan). Sui lati corti del campo era altresì prevista l'edificazione di un campo da tennis (semilunetta lato sud) e uno da pallacanestro in terra battuta (semilunetta lato nord, mt. 27 x 11 molto lungo, per il tempo: basti pensare che i campi di pallacanestro furono poi da 26 x 14 fino agli anni 2000 ed attualmente sono 28 x 15), dotando poi il tutto di opportuni stabili di servizio e ponendo in opera su tutti i lati un muro di recinzione alto circa 3 metri, intervallato da pilastrini. Gli ingressi vennero posizionati nell'odierna via Francesco Baracca e alle spalle della caserma "Regina Elena", in via Oberdan. Tali accessi dovevano servire una tribuna coperta lignea lunga 40 metri e capace di 400 posti in piedi, prospiciente il lato del campo confinante con la summenzionata caserma (ovest). Il terreno dello stadio venne poi rilevato direttamente dalla Pro Mestre il 3 novembre seguente.
Il progetto venne cantierizzato e ne risultò una struttura in stile razionalista, in mattoni intonacati, con pilastri, travi e solai in cemento. L'ingresso est di via Baracca (settore distinti), previsto inizialmente sotto forma di un piccolo varco nella recinzione, venne poi realizzato diversamente: in tale punto il muro perimetrale venne infatti arretrato di circa 3 metri rispetto al progetto e lo spazio ricavato fu sfruttato per edificare un androne d'ingresso e un piccolo stabile con i gabinetti pubblici (quest'ultimo dismesso e murato nel 1982).
In quegli anni, proprio per raccogliere fondi per la costruzione degli edifici di servizio presso lo stadio, la Società Ciclistica Audace di Carpenedo presieduta da Giuseppe Caprioglio utilizzò la pista ciclistica con curve sopraelevate realizzata attorno al campo di gioco, organizzandovi poi corse podistiche e ciclistiche. L'infrastruttura fu successivamente rimossa per consentire l'edificazione di più ampie tribune.
I lavori di costruzione procedettero a rilento causa della carenza di materiali edili: tra il 1924 e il 1925 si formò pertanto una squadra di volontari che, lavorando alla fornace di Carpenedo, riuscì a produrre il doppio dei quantitativi necessari per l'edificazione dello stadio; il surplus venne lasciato alla  fornace stessa onde rifarsi delle spese sostenute.

Stadio Francesco Baracca - Panoramica sulla tribuna principale - anni 1930.

Le infrastrutture dello stadio furono inaugurate il 14 giugno 1925 alla presenza delle autorità cittadine di Mestre e di circa 5000 spettatori. Sotto la regia della società Audace di Carpenedo, nell'occasione vennero organizzate delle competizioni ciclistiche, alle quali presero parte tra gli altri i campioni Ottavio Bottecchia ed Alfonso Piccin, che vinsero il "gran match di inseguimento a coppie professionisti" (30 giri di pista per un totale 10 km), davanti ad Adriano Zanaga e Livio Cattel; si tenne poi un "gran premio di apertura dilettanti" (sulla distanza di 100 m, vinto da Albino Bisi di Ferrara in 14" e 3 quinti), una "corsa inseguimento professionisti juniores" (15 giri pari a 5 km, vinta da Giuseppe Pancera), il "mezzofondo individuale dilettanti" (una corsa a punti da 50 giri con classifica stilata ogni 5, vinto da Luigi Zampieron con 33 lunghezze), e il "piccolo giro d'Italia professionisti routiers" (altra corsa a punti da 100 giri con classifica stilata ogni 10, vinto da Alfredo Dimale con 30 punti, davanti ad Ottavio Bottecchia con 24 punti, ad Adriano Zanaga con 20 punti e a Alfredo Sivocci con 17 punti). Intervennero anche i dirigenti della Reyer Venezia, che contestualmente stava allestendo la propria sezione di "pallacesto"; tra gli eventi di contorno allestiti per l'occasione, oltre ad una partita amichevole di pallacanestro (Novara Asej-Imea, terminata 28-12), e vi fu anche una gara goliardica di tiri liberi tra i giocatori della Reyer e le signore mestrine, vinta da quest'ultime. 

Foto dal palo della porta a sud verso nord-est: si nota il pubblico del settore "distinti".

L'anno successivo il comune di Mestre decretò trenta nuove intitolazioni per altrettante vie e strade mestrine: tra di esse figuravano anche la "nuova strada allo Stadio" (che assunse il titolo di via Francesco Baracca) e la strada adiacente alla caserma Regina Elena (denominata semplicemente "via Caserma" e ribattezzata via Oberdan dopo che la locale prefettura ebbe bocciato il nome di Gabriele D'Annunzio, ancora vivente).
Nell'ottobre 1927 presso la sede cittadina del CONI venne formalizzata la fusione delle quattro principali rappresentative calcistiche di Mestre, che portò alla fondazione della U.S. Mestrina, presieduta dall'ex socio di riferimento della Pro Mestre Giuseppe Pea. In tale occasione si provvide a dotare lo stadio di una prima tribuna coperta in legno (come previsto nel progetto del 1923) e per sovvenzionare tale intervento il club pensò anche di affittare lo stadio per altre manifestazioni, ma la perdita dell'autonomia comunale di Mestre contribuì ad allontanare gli imprenditori interessati. La Mestrina, entrata in difficoltà finanziarie, fu infine messa in liquidazione il 7 marzo 1931.
L'11 marzo 1933 lo stadio mestrino venne ceduto al comune di Venezia.

### Dal dopoguerra al 1987
Nella stagione 1945-46 la Mestrina vinse il campionato di Serie C, ottenendo l'accesso alla Serie B. Nella serie cadetta, dopo un'iniziale serie di buoni risultati che avevano portato la squadra a occupare il primo posto in classifica, un calo di rendimento verso fine stagione portò all'immediata retrocessione in C. Il massimo afflusso di pubblico al "Baracca"  (furono staccati 12.000 biglietti) si registrò in occasione del derby contro il Padova.
Negli anni 1950, su commissione del prosindaco di Mestre L. Morino (in carica dal 1951 al 1958), venne realizzata la nuova tribuna coperta centrale in cemento armato, sovrastante gli spogliatoi e il relativo corridoio d'accesso diretto al campo. Negli anni successivi verranno ristrutturate anche le curve e il settore distinti (est), sopra il quale viene posta in opera una copertura in ferro e fibrocemento, destinata a essere poi rimossa e sostituita da una tettoia interamente metallica negli anni 2000.
Nel 1982, a seguito della promozione del Mestre (dal 1980 nuovo nome della Mestrina) in Serie C1, anche su istanza dell'allenatore in carica Giorgio Rumignani, le gradinate delle curve Oberdan e Baracca vennero demolite e ricostruite - più capienti - in tubolari d'acciaio. La curva Baracca fu oggetto di una riduzione della pendenza della gradinata e di un aumento dei posti a sedere, mentre viceversa la curva Oberdan risultò maggiormente inclinata e dotata di posti in piedi (poi dichiarati fuori norma negli anni 2000). In tale occasione furono anche ampliati gli accessi a tali spalti, mediante l'abbattimento di circa 5-6 metri del muro perimetrale in adiacenza delle aperture preesistenti.
A seguito di tali modifiche i gruppi della tifoseria organizzata mestrina, che fino ad allora erano soliti prendere posto in curva Baracca (che essendo situata a sud aveva il sole alle spalle e garantiva una migliore visibilità sul terreno di gioco), scelsero di trasferirsi in curva Oberdan.

### Dal 1987 al Terzo millennio
Con l'arrivo di Maurizio Zamparini alla presidenza del Venezia e la fusione del club lagunare con il Mestre, lo stadio Baracca per un quadriennio (dalla stagione 1987-1988 alla stagione 1990-1991) assunse il ruolo di campo casalingo del club Venezia-Mestre. Allorché la succitata squadra riuscì a conquistare la promozione in Serie B, data l'impossibilità di ampliare e adeguare lo stadio mestrino (sito in una zona fortemente urbanizzata) agli standard della serie cadetta, dopo la partita inaugurale l'impianto fu abbandonato in favore dello stadio Pierluigi Penzo di Venezia. Le attività allo stadio Baracca si fecero occasionali: tra di esse si annovera, nel maggio del 1991, una partita benefica della Nazionale Italiana Cantanti.

Interno dello stadio durante l'amichevole tra e nella stagione 1987-1988.

Nel 1995 venne presentata una variante al piano regolatore generale di Mestre, ove si prevedeva, su suggerimento del prosindaco in carica Gaetano Zorzetto, di dismettere lo stadio e venderne l'area a fini edificabili. Tale azione intendeva supplire alla carenza di aree edificabili in territorio mestrino, nonché raccogliere fondi per realizzare un nuovo stadio comunale a Tessera. Tale proposta venne contestata da parte dalla cittadinanza e dal rifondato Mestre (che aveva ricominciato ad adottare l'impianto per le proprie gare casalinghe), che inviarono numerosi delegati a presenziare alla seduta del Consiglio comunale veneziano dedicato all'accoglimento della variante, riuscendo infine a ottenerne il respingimento e il mantenimento della destinazione urbanistica "a stadio" dell'area.
La proposta di cambio di destinazione dell'area venne riproposta nel 2008: in risposta venne organizzata una petizione popolare di opposizione, che raccolse oltre 3000 firme in pochissimi giorni. Nonostante ciò, l'amministrazione comunale capeggiata dal sindaco Massimo Cacciari portò avanti la pratica, che fu definita nel 2011 con l'assegnazione dell'area in proprietà al fondo immobiliare Nordest Capital, incaricato di metterla in vendita per una successiva demolizione e realizzazione edifici abitativi. La successiva messa in liquidazione del fondo immobiliare fece sorgere una diatriba tra comune di Venezia, curatori fallimentari, operatori telefonici (titolari di alcune antenne posizionate nell'area dello stadio Baracca) e l'Edo Mestre (club calcistico allora titolare della tradizione sportiva mestrina) sui diritti di proprietà della struttura. Quest'ultimo riuscì a ottenere una concessione d'uso momentanea delle strutture.
Tra il 2014 e il 2015, dinnanzi alla riproposizione dell'ipotesi di vendita e demolizione dello stadio, una parte della cittadinanza e delle associazioni mestrine (tra cui le società calcistiche Mestrina 1929 - erede dell'Edo - e il Mestre) si attivarono in difesa dell'impianto, sollecitando i candidati alle imminenti elezioni comunali a sottoscrivere un impegno a preservare lo stadio, valutando l'imposizione di un vincolo storico o almeno garantendone la disponibilità alle maggiori società di calcio locali fintanto che non sarà realizzato un nuovo impianto di uguale o superiore capienza.
L'11 giugno 2015 si tenne una cerimonia per i 90 anni degli edifici dello stadio, presenziata anche dai maggiori candidati alla carica di sindaco di Venezia, Felice Casson e Luigi Brugnaro, che si impegnarono pubblicamente a lavorare per preservare la struttura.
Nell'estate seguente la vertenza legale sulla gestione dello stadio (coinvolgente operatori telefonici, fondo immobiliare Nordest, Comune di Venezia e il club del Mestre) sfocia in un accordo momentaneo tra le parti, a seguito della quale l'impianto viene concesso in usufrutto alla squadra mestrina per un biennio; a decorrere, nel mese di settembre vengono implementati alcuni lavori di adeguamento in ottemperanza ai regolamenti del campionato di Serie D 2015-2016 (lega di militanza del Mestre, che per consentire il completamento dell'opera si trasferisce momentaneamente allo stadio di Mogliano Veneto per le gare interne). In particolare si procede ad ampliare e ammodernare i locali tecnici, si rinnovano le panchine e si riduce da 108 a 105 m la lunghezza del lato maggiore del terreno di gioco. Il rallentamento delle operazioni impedisce tuttavia al club arancionero di ricominciare a usufruire della struttura entro la fine della stagione.
Nell'ottobre dello stesso anno le associazioni e gruppi locali mestrini aderenti al Presidio Permanente Mestre Terraferma presentano una pratica di vincolo storico architettonico per lo stadio Baracca, al fine di preservarne l'esistenza e agevolarne il recupero e la tutela.
Nel marzo 2016 il comune di Venezia riesce infine a riacquisire la piena proprietà sull'impianto, a seguito di una permuta di altri immobili comunali di equivalente valore in favore delle parti in causa. Contestualmente vengono riavviati i lavori di adeguamento e ammodernamento concordati con la FIGC e gli uffici competenti, al fine di ottenere l'omologazione dello stadio per i campionati nazionali e consentire al Mestre di tornare a disputarvi le gare interne. Gli interventi, avviati a pieno regime nell'autunno dello stesso anno, includono il complessivo risanamento delle infrastrutture, la riduzione della capienza delle curve Oberdan e Baracca (delle quali viene inoltre invertita la destinazione d'uso, riservando la prima ai tifosi ospiti e la seconda agli ultras locali), l'ammodernamento degli impianti elettrico e idraulico, il ripristino dei servizi igienici a beneficio del pubblico e l'adeguamento dei locali tecnici e di servizio alle norme vigenti. La capienza complessiva dell'impianto, per ragioni economiche e di praticità, viene quindi ridotta da 6 181 a circa 2 000 posti a sedere. A lavori conclusi, lo stadio viene riaperto il 19 marzo 2017 in occasione della partita Mestre-AltoVicentino, valida per il campionato di Serie D 2016-2017.
Il ritorno degli arancioneri al "Baracca" fu tuttavia di breve durata: a seguito della promozione in Serie C conquistata al termine della stagione 2016-2017, lo stadio si rivelò nuovamente impraticabile ai sensi dei criteri infrastrutturali imposti dal calcio professionistico italiano. In virtù di ciò, nell'attesa di valutare la fattibilità di nuovi e più incisivi interventi di ammodernamento dell'arena (oppure di sua sostituzione con un nuovo impianto) e al fine di non dover rinunciare alla disputa del campionato di competenza, il Mestre optò per trasferire il proprio campo interno allo stadio Piergiovanni Mecchia di Portogruaro. L'auto-declassamento del club arancionero, sopravvenuto l'anno seguente, consentì tuttavia il rientro al "Baracca" dalla stagione 2018-2019.
Nell'autunno 2019 si procede a riattare la tribuna centrale, colorando i gradoni di nero e installandovi nuovi seggiolini di color arancione, in omaggio alle tinte sociali del Mestre; tra maggio e settembre 2020 hanno inoltre avuto luogo ulteriori lavori di adeguamento, col potenziamento degli spogliatoi di squadre e arbitri, l'adeguamento delle scale e le rampe di accesso ai locali tecnici e al campo di gioco, il rifacimento della rete metallica attorno al terreno erboso. 
Ulteriori interventi sono stati praticati nella primavera-estate 2022 e ancora nel 2025 viene promosso un più ampio progetto di riqualificazione.

## Denominazione
L'impianto trae l'intitolazione a Francesco Baracca (aviatore, eroe della prima guerra mondiale, decorato della medaglia d'oro al valor militare e caduto sul Montello il 19 giugno 1918) dall'odonimo della strada ove è ubicato l'ingresso principale agli spalti.
Tale denominazione non risulta essere mai sancita da una cerimonia ufficiale: nei progetti di costruzione lo stadio era infatti indicato con la definizione generica di Centro Polisportivo. Nel corso degli anni si tentò finanche di attribuire in via ufficiale all'impianto un'intitolazione diversa, non giudicando sufficientemente adeguata quella all'aviatore romagnolo: esso venne così dapprima intitolato alla memoria del calciatore Roberto Furlan e successivamente a quella di Erminio Maccatrozzo, storico presidente del Mestre.
Nessuna di queste due denominazioni è però mai riuscita a divenire invalsa nell'uso, sicché l'impianto ha continuato a essere comunemente noto come Baracca.

## Dati strutturali
Lo stadio presenta una struttura a pianta rettangolare: a seguito degli ultimi lavori di ristrutturazione, condotti entro il 2017, gli spalti possono accogliere circa 2000 spettatori, suddivisi in quattro settori indipendenti:
- Tribuna centrale ovest: consiste di un corpo centrale (costruito in muratura, coperto e dotato di posti numerati e provvisti di seggiolini) e di due ali laterali (costruite in tubolari d'acciaio e scoperte)[12]. Ospita inoltre le postazioni per gli operatori della stampa e i posti d'onore.
- Distinti est: settore opposto alla tribuna centrale, è costruito in muratura e integralmente coperto da una tettoia metallica. Presenta dimensioni più contenute rispetto alla suddetta tribuna[12].
- Curva nord Oberdan: costruita in tubolari d'acciaio, ha ospitato dal 1982 al 2017 i gruppi della tifoseria organizzata mestrina, per poi essere adibita a settore ospiti[11].
- Curva sud Baracca: anch'essa realizzata con impalcature metalliche, ha ospitato fino al 1982 e poi di nuovo dal 2017 i tifosi organizzati locali (nel suddetto lasso di tempo ha invece assolto la funzione di settore ospiti)[11].

Data l'assenza di infrastrutture intermedie (quali pista di atletica leggera, velodromo o impianti analoghi), le tribune si affacciano direttamente sui bordi del campo di gioco, garantendo una buona visibilità al pubblico.

## Trasporti
Lo stadio è servito dagli autobus urbani della rete ACTV tramite le fermate di viale Garibaldi (linee 2-3); in via Ca' Rossa effettua fermata la linea tramviaria Favaro Veneto-Venezia.